# Neptuni åkrar
Neptuni åkrar är ett utbrett klapperstensfält längs kusten norr om Byxelkrok i Böda socken på Öland som har inrättas som ett naturreservat. Det fick sitt namn av Carl von Linné 1741, efter den romerske havsguden Neptunus. På det i övrigt nästan helt vegetationslösa strandvallarna blommar under sommaren blåeld i stor mängd.. 

## Forgallaskeppet
På Neptuni åkrar ligger ett 150 gånger 30 meter stort gravfält som omfattar drygt 50 fornlämningar. Dessa utgörs av 32 runda stensättningar, tolv gravrösen, nio stenkistor, en skeppsformig stensättning, en treudd och en rest sten. Den skeppsformiga stensättningen benämns Forgallaskeppet och är 14 meter lång och tre meter bred. I den nordvästra spetsen finns en rest kalksten liksom i skeppets mitt. I övrigt är stensättningen flack och ofylld. 
Gravarna är delvis svåra att se då de utformats av låga kalkstenshällar som är nedsatta i marken. Genom fynd, påträffade vid utgrävning utförd av T.J. Arne 1935, har gravfältet daterats till vikingatid. Den sannolikt yngsta graven, en stenkista, var på kristet vis orienterad i ost-västlig riktning.   

## Externa länkar

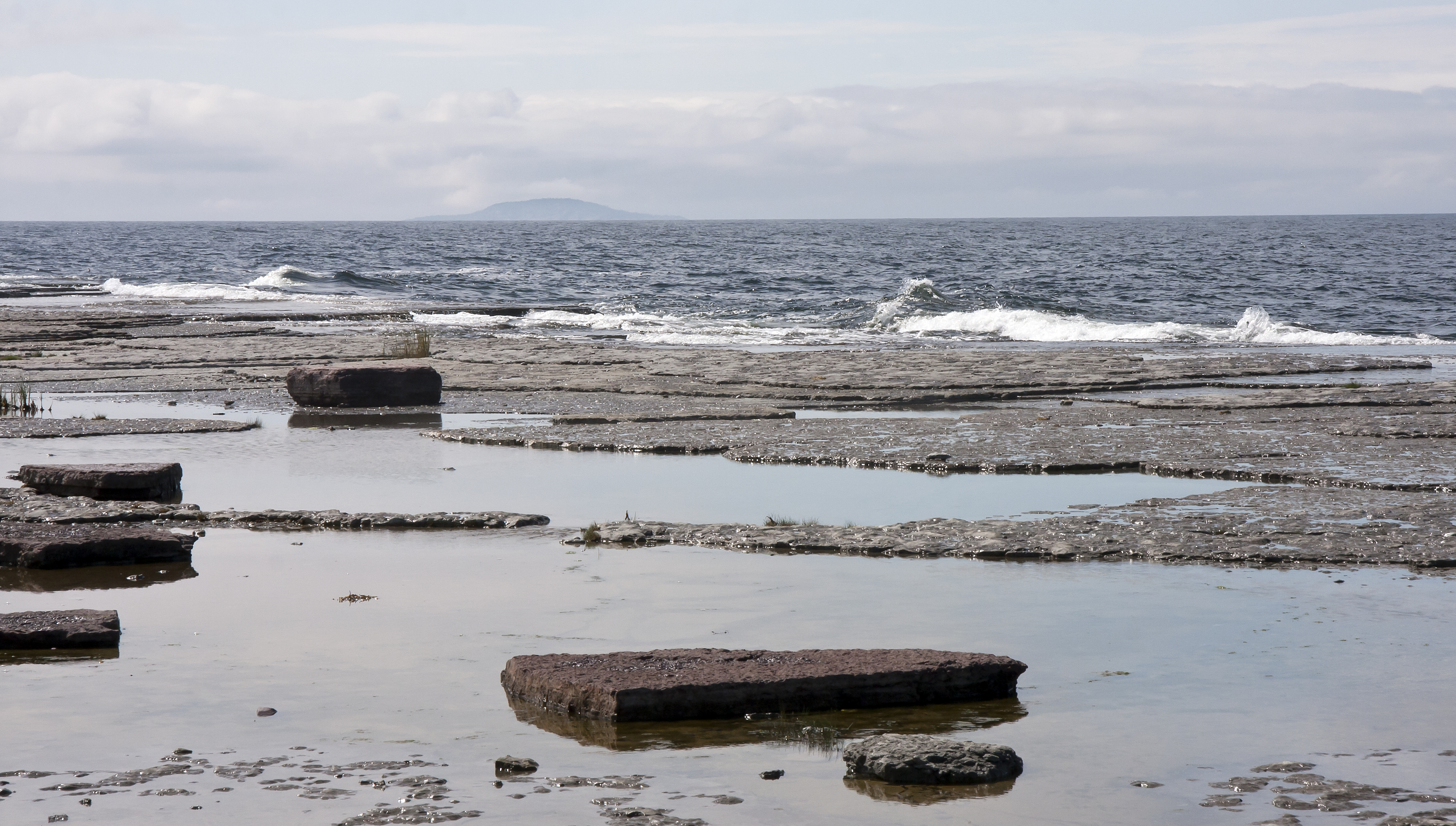
Vattenlinjen karaktäriseras av flata, nästan vågräta, hällar.
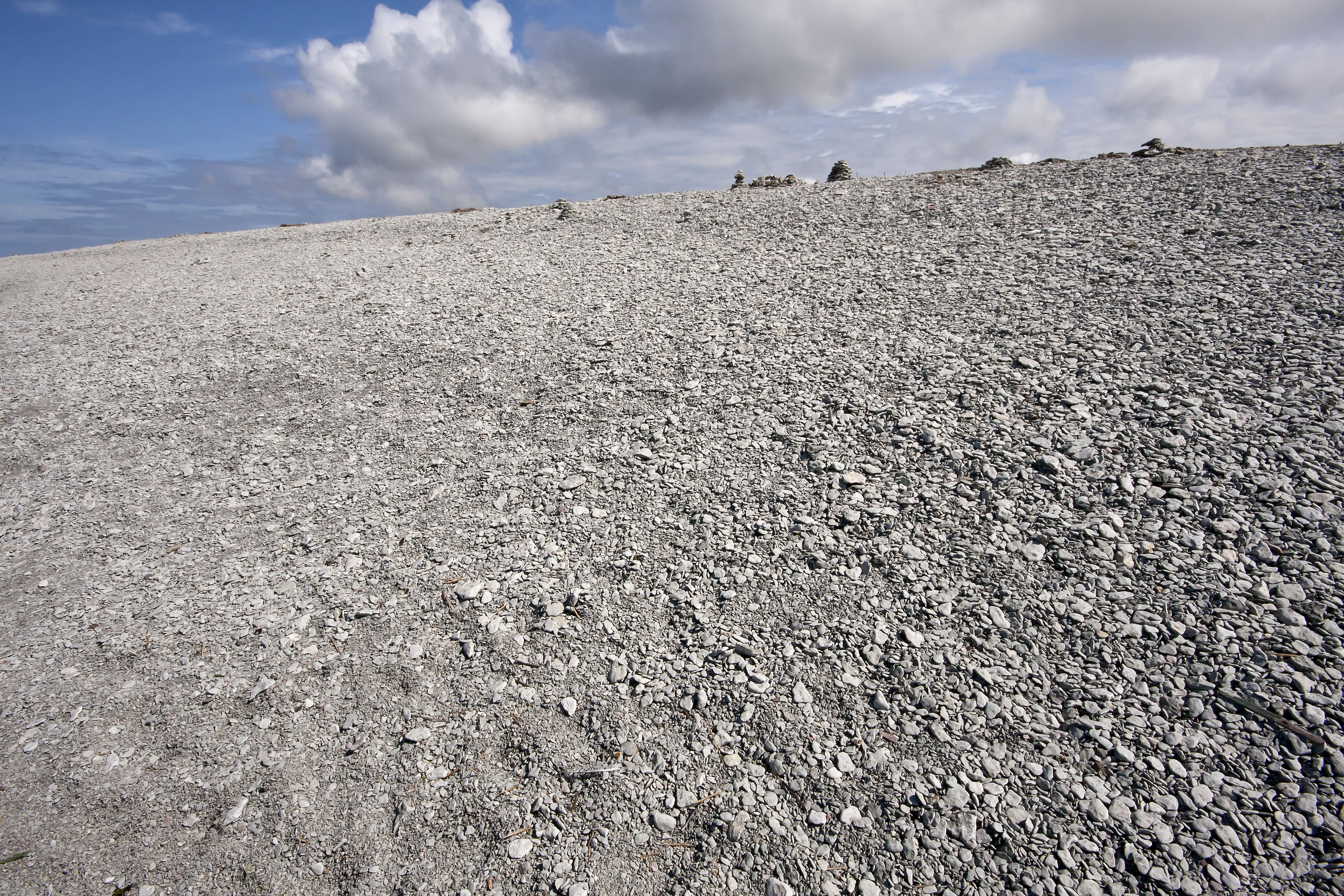
Ovanför vattenbrynet kommer en brant sluttning klädd med klappersten.
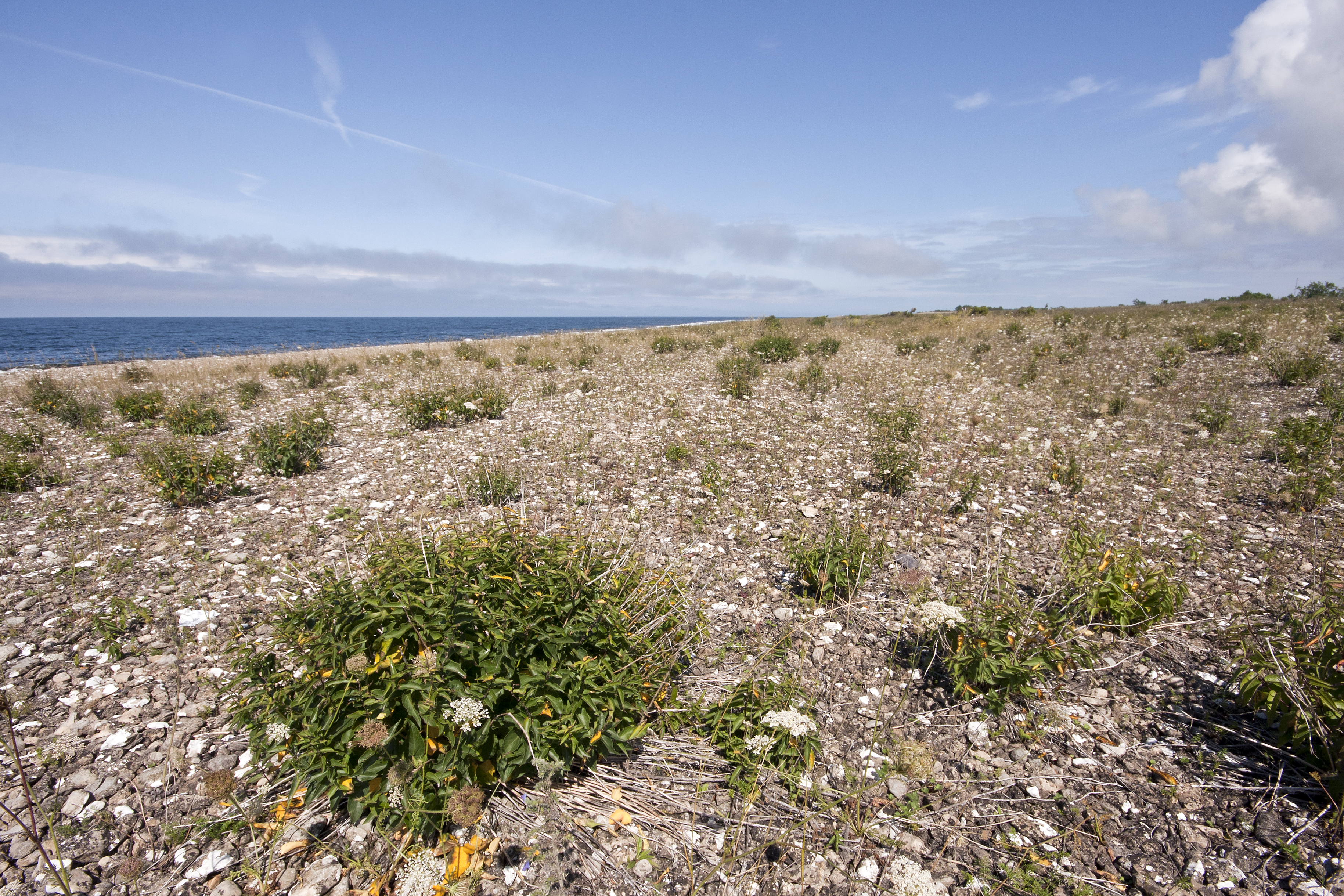
Ovanför den branta sluttningen är klapperstensfältet sparsamt bevuxet.
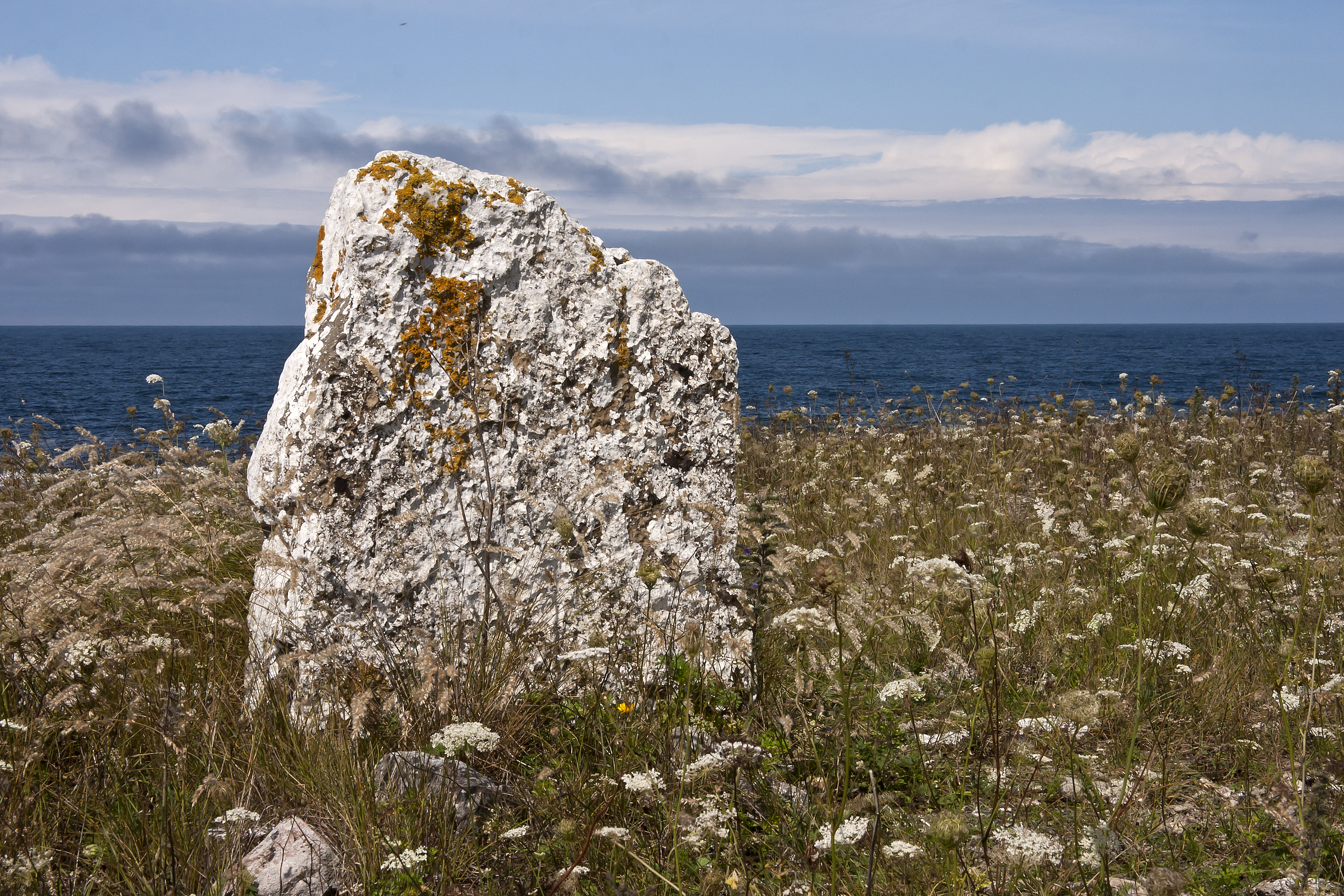
Rest sten i gravfältet.